# Casal Neura
Casal Neura foi uma série fictícia de comédia da MTV Brasil que mostra os principais conflitos de um casal.

A série é inspirada no programa Neura MTV, que mostra disputas entre homens e mulheres, apresentados por Cazé Peçanha e Marina Person. O "Casal Neura" é apresentado em forma de esquetes como parte de uma das provas do programa. 
Foi a primeira produção em alta definição da emissora.

## Sinopse

### 1ª temporada
A 1ª temporada teve 6 episódios e foi exibida entre 10 de janeiro e 14 de fevereiro de 2007.
O casal começa a planejar as férias e, depois de muita briga, os dois decidem ir para a praia. Durante a viagem, eles se perdem porque Cazé se recusa a reconhecer que está perdido. Para piorar, o pneu fura. Depois, eles chegam na casa e percebem que ela não tem energia elétrica. Cazé culpa Marina, porque ela que alugou o imóvel, e ainda porque ela fez as negociações pela Internet. Na manhã seguinte, eles percebem que a casa é incrível e que as férias prometem.

#### Participações Especiais
- Keyla e Kênya Boaventura
- André Vasco
- Felipe Solari
- Carla Lamarca
- Ana Luiza Castro
- Johnnas Oliva

### 2ª temporada
A 2ª temporada teve 9 episódios e foi transmitida entre o dia 4 de dezembro de 2007 até 20 de Dezembro 2007. Foi a 1ª produção da MTV Brasil a ser gravada em alta-definição.
Cazé e Marina planejam se casar, mas não será nada fácil para eles. Os amigos Felipe e João dizem a Cazé que não deve se casar, porque o casamento acaba com a vida e o convencem, mas ele diz que só desiste se João Gordo se divorciar de sua mulher. Como João não se separa, Cazé persiste na ideia do casamento. Cazé fica bêbado e vai até o programa Mucho Macho, dizendo a Marina que a ama. Em outro episódio, Marina está vendo antigas fotografias e lembra da noite em que conheceu Cazé, enquanto ele cantava com sua banda em uma danceteria, quando ambos tinham 15 anos. A música que ele estava cantando (muito mal, por sinal) era Smells Like Teen Spirit, do Nirvana. Depois Cazé vai até a garota e diz que compôs uma música para ela. "É? Cante para mim" e ele canta um verso de "Lithium". Um amigo de Cazé passa dizendo: "Essa música nem é dele. É plágio do Kurt Cobain". O primeiro beijo deles foi no dia 8 de abril de 1994, data de morte de Kurt. O garoto chora em frente à TV e pergunta por que Kurt o abandonou. O casamento dos dois é interrompido por uma moça paga para estragar outra cerimônia. Mas já na limusine Cazé e Marina estão brigando.

#### Participações Especiais
- João Gordo
- Cachorro Grande
- Luisa Micheletti
- Penélope Nova
- Felipe Solari
- Marcos Mion